# Toruński Hufiec Zuchów i Harcerek „Katarzynki”
Toruński Hufiec Zuchenek i Harcerek „Katarzynki” – jednostka terenowa Organizacji Harcerek Związku Harcerstwa Rzeczypospolitej, działająca na terenie Torunia. Hufiec należy do Kujawsko-Pomorskiej Chorągwi Harcerek „Sól ziemi”.

## Hufcowe
- I hufcowa – hm. Katarzyna Podolska HR
- II hufcowa – phm. Katarzyna Susarska HR
- III hufcowa – hm. Katarzyna Mazurek HR
- IV hufcowa – phm. Anna Górska HR
- V hufcowa – pwd. Karolina Borucka HR
- VI hufcowa – pwd. Emilia Tworkowska wędr.
- VII hufcowa – phm. Anna Mazurek HR
- VIII hufcowa – phm. Joanna Górska-Szymczak HR
- IX hufcowa – phm. Kinga Susarska HR
- X hufcowa – phm. Natalia Antkowiak HR
- XI hufcowa – phm. Wiktoria Kowalska HR
- Xll hufcowa – phm. Ilona Pietrzak
- XIII hufcowa – phm. Patrycja Bączalska wędr.
- XIV hufcowa – phm. Malwina Butkiewicz HR
- XV hufcowa – phm. Agata Marszał HR